# Anomobryum clavicaule
Anomobryum clavicaule är en bladmossart som beskrevs av Brotherus 1903. Anomobryum clavicaule ingår i släktet Anomobryum och familjen Bryaceae. Inga underarter finns listade i Catalogue of Life.